# HEK 293

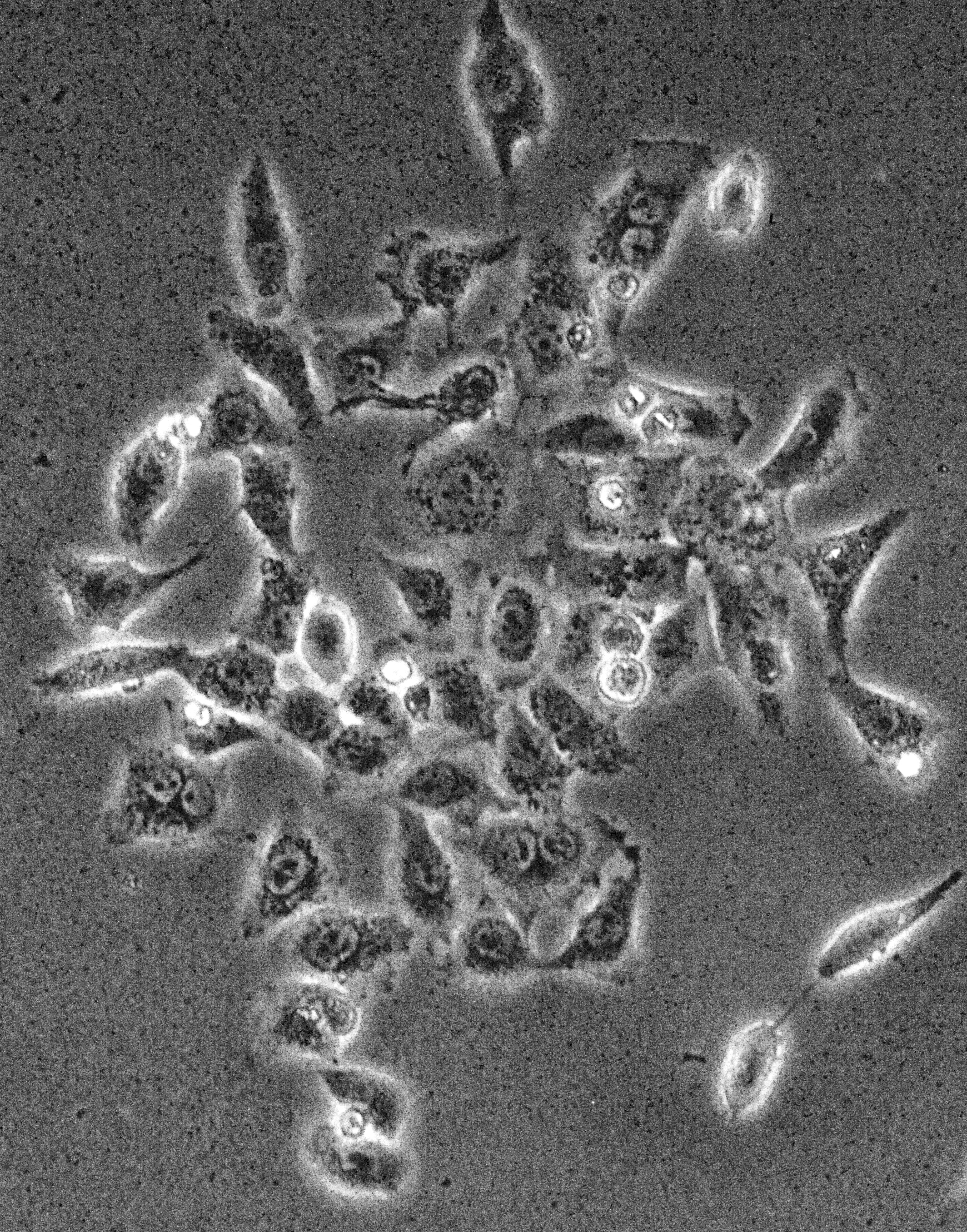
用細胞培養皿培養的293細胞。

HEK 293細胞（人胚胎腎細胞293(Human Embryonic Kidney Cells 293）），又名HEK-293細胞（HEK-293）、293細胞（293 cells），是一個衍生自人胚胎腎細胞的細胞系。293細胞因爲轉染效率高（因此，293細胞也常常用於病毒載體的包裝）、易於培養而深受生命科學研究者的喜愛。

## 基本情況

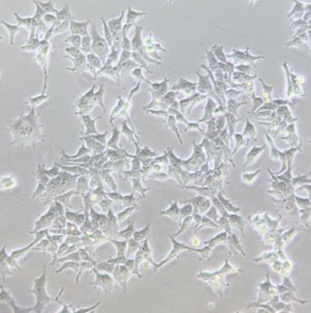
293FT細胞，一種293細胞的變體。本圖通過相差顯微鏡拍攝

HEK 293細胞系建立於1973年。當時，一名女性在荷蘭接受了合法的墮胎手術。這個胎兒很明顯是健康的胚胎，但婦女的名字以及她墮胎的理由已無從查證。隨後，荷蘭生物學家Alex van der Eb在他的實驗室裏對這個胎兒的腎細胞進行了培養，並使用經剪切的5型腺病毒DNA片段對這些腎細胞進行了轉化，生成了293細胞系。具體的實驗是由當時在Alex van der Eb的實驗室作博士後研究的弗蘭克·格雷厄姆（Frank Graham）施行的，他在1977年前往麥馬士達大學後發表了這一成果。分析表明，293細胞的19號染色體插入了大約4.5kb的腺病毒DNA片段。293細胞的核型處於不正常狀態，而且不同的293細胞核型極有可能不同。不過，293細胞的染色體數目通常是64條（正常人類的染色體數目是46條），其X染色體、17號染色體、21號染色體的拷貝數一般爲3。
有研究表明，HEK 293細胞的基因表達情況與神經系細胞較爲相似。這很可能是因爲腺病毒更傾向於感染神經系的細胞，因此在最初製作293細胞時，被轉化的細胞也基本上是腎臟中的神經系細胞（即腎上腺細胞） 。

## 衍生细胞系
- HEK 293Db
- 293E
- 293FT
- 293F
- HEK 293T细胞
  - 293T/17
    - ANJOU 65
      - Bing细胞
      - Bartlett 96
        - BOSC23細胞